# Edo Delic
Edin (Edo) Delic (1 mei 1959) is een Belgisch handbalcoach en voormalig Joegoslavisch en nadien Kroatisch handballer.

## Levensloop
Delic kwam in 1989 vanuit Joegoslavië naar Union Beynoise. In 1993 werd hij verkozen tot Speler van het jaar.
Na zijn spelerscarrière werd hij actief als trainer. In deze hoedanigheid coachte hij onder meer Fémina Visé, HC Visé BM,  Union Beynoise en het damesteam van Initia Hasselt.